# Douglas County, Georgia
Douglas County är ett administrativt område i delstaten Georgia, USA, med 132 403 invånare. Den administrativa huvudorten (county seat) är Douglasville.

## Geografi
Enligt United States Census Bureau har countyt en total area på 519 km². 517 km² av den arean är land och 2 km² är vatten.

### Angränsande countyn
- Cobb County, Georgia - nordost
- Fulton County, Georgia - sydost
- Carroll County, Georgia - väster
- Paulding County, Georgia - nord